# Caitríona Balfe
Caitríona Balfe, född 4 oktober 1979 i Dublin, är en irländsk skådespelare och fotomodell. Hon blev uppmärksammad 2014 för sin roll som Claire i TV-serien Outlander.

## Biografi
Balfe växte upp i byn Tydavnet, nära Monaghan. Till en början arbetade Balfe som fotomodell för Ford Models. Därefter påbörjade hon sin skådespelarkarriär. Balfe gjorde sin filmdebut i Djävulen bär Prada. Därefter såg man henne i filmerna Super 8, Now You See Me samt i Escape Plan, där hon spelade tillsammans med Sylvester Stallone och Arnold Schwarzenegger. I september 2013 fick hon huvudrollen som Claire Beauchamp Randall i Outlander, som är baserad på bokserien med samma namn av Diana Gabaldon. Balfe blev hyllad för sin rolltolkning, och TV-serien har fått positiva recensioner. Hon har även en huvudroll i Kenneth Branaghs Belfast.

## Filmografi (i urval)

### Film
| År   | Titel               | Roll             | Anmärkning  |
| ---- | ------------------- | ---------------- | ----------- |
| 2006 | Djävulen bär Prada  | Clacker          | Okrediterad |
| 2009 | Picture Me          | Sig själv        | Dokumentär  |
| 2009 | A Herculean Effort  | Emily            | Kortfilm    |
| 2011 | Super 8             | Elizabeth Lamb   |             |
| 2011 | Lust Life           | Aubriet          | Kortfilm    |
| 2012 | The Wolf            | Sally            | Kortfilm    |
| 2012 | Lost Angeles        | Veronique        |             |
| 2013 | Crush               | Andie            |             |
| 2013 | Now You See Me      | Jasmine Tressler |             |
| 2013 | Escape Plan         | Jessica Miller   |             |
| 2015 | The Price of Desire | Gabrielle Bloch  |             |
| 2025 | The Amateur         | TBA              |             |

### TV
| År         | Titel                  | Roll                            | Anmärkning |
| ---------- | ---------------------- | ------------------------------- | ---------- |
| 2012– 2013 | H+: The Digital Series | Breanna Sheehan                 | 7 avsnitt  |
| 2012       | The Beauty Inside      | Alex #34                        | 5 avsnitt  |
| 2014–      | Outlander              | Claire Beauchamp Randall/Fraser |            |